# Balfourodendron riedelianum
Balfourodendron riedelianum е вид растение от семейство Седефчеви (Rutaceae). Видът е застрашен от изчезване.

## Разпространение
Среща се в Аржентина, Бразилия и Парагвай.